# Henri Griffet
Henri Griffet est un jésuite, littérateur, et historien français, né à Moulins en 1698 et mort à Bruxelles en 1771. 

## Biographie
Il suppléa le père Porée dans la chaire de belles-lettres au collège Louis-le-Grand, devint ensuite confesseur à la Bastille, et obtint plus tard le titre de prédicateur du roi, bien qu’il n’eût eu jusqu’alors que peu de succès dans la chaire sacrée. Après la suppression de son ordre en France, il se retira à Bruxelles. 

## Œuvres
On a de lui un assez grand nombre d’ouvrages, parmi lesquels :
- Histoire du règne de Louis XIII (1758, 2 vol. in-4°) ;
- Traité des différentes sortes de preuves qui servent à établir la vérité dans l’histoire (Liège, 1769) ;
- Insuffisance de la religion naturelle (1770) ;
- Recueil de lettres pour servir à l’histoire militaire du règne de Louis XIV (1761-1764, 8 vol. in-12) ;
- une édition de l’Histoire de France du P. Daniel (1755-1758, 17 vol. in-4°), augmentée de l’Histoire de Louis XIII et du Journal du règne de Louis XIV, et enrichie de dissertations d’un grand intérêt, etc.

## Source
« Henri Griffet », dans Pierre Larousse, Grand dictionnaire universel du XIXe siècle, Paris, Administration du grand dictionnaire universel, 15 vol., 1863-1890 [détail des éditions].